# ロボコップ (コミック)
『ロボコップ』（RoboCop）は、映画『ロボコップ』を原作とした漫画作品。複数の会社からミニシリーズが出版されている。

## マーベル・コミック
1990年5月、マーベル・コミックは映画をベースとした漫画『ロボコップ』の第1号を発売した。シリーズは23号まで続き、1992年1月に終わった。その上、読み切りが1990年8月に発売された。同年、映画の続編である『ロボコップ2』が公開され、その漫画版も発売された。

## ダークホースコミックス
『ロボコップ』の漫画化権は、後にダークホースコミックスが得た。1992年9月、ダーク・ホースは、原作：フランク・ミラー、作画：ウォルト・サイモンソンによる『ロボコップVSターミネーター』を4号のミニシリーズとして発売した。ダークホースはさらに新しいロボコップのストーリーを作り、『RoboCop: Prime Suspect』、『RoboCop: Mortal Coils』、『RoboCop: Roulette』が発売された。1993年には『ロボコップ3』の漫画版をリミテッド・シリーズとして発売した。

## アバタープレス
約10年後、『ロボコップ』の漫画化権はアバタープレスが得た。権利獲得後、アバター社のウィリアム・クリステンセンは即座にプロジェクト参加を望む数人の漫画家を集め、そして『RoboCop: Killing Machine』を発売した。クリステンセンは、ミラーの「失われた」映画脚本の面白い部分を漫画化したがっており、ミラーがそのコピーを持っていた。クリステンセンはすぐにミラーと接触し、熱心に語った。
シリーズはミラーによって監督され、映画『ロボコップ2』の脚本と『ロボコップ3』のカットされた部分が使われた。しかし、彼一人で作画も原作もこなすのはスケジュール的に不可能だった。そこで、ダークホースコミックの『ロボコップ3』の漫画を脚色した、ミラーの長年の知人であるスティーブン・グラントが原作を担当した。ミラーがカバーを担当する間、アバター・コミックのAnother Suburban Romance（原作：アラン・ムーア）を作画したことで有名なJuan Jose Rypがイラストレーターとなった。シリーズは映画から認可されたコミックを専門に扱うアバターのプルサー・プレス・ラインの下で2003年8月から2006年2月まで9冊発行された。

### あらすじ
アレックス・マーフィーとして生まれたマシーンは、オールド・デトロイトの犯罪者と戦い続けていた。だが、マーフィーの人間としての魂は、過去の人生における人間的な心と思い出でまだ彼を悩ませていた。これを察知した、オムニ・コンシューマ・プロダクツ社に所属するマーフィーの製作者と後援者は、ロボコップは時代遅れであると考えて新型を開発した。

### 評価
フランク・ミラーの『ロボコップ』への評価は複雑だった。漫画レビューサイトの「Fourth Rail」では創刊号に10点満点中7点が付けられ、ランディ・ランダーは「この本には個性がない」と述べたが、「読者を引き付けるものがあり、可能性がある」と付け加えた。エンターテイメント・ウィークリーのケン・タッカーは、おもしろい動作が不足していることと話がつまらないことを批判し、「D」のスコアをつけた。大衆文化ウェブサイトのI-Mockeryでは次のように書かれた。「数日にわたってこれらのコミックを研究し、書くためにたくさんの時間を費やしたことで、再び『ロボコップ2』の映画版を見たくなったと正直に言える。また、私自身に、映画はこれより悪くありえなかったということを証明してくれた」。